# 汉诺威 (地区)

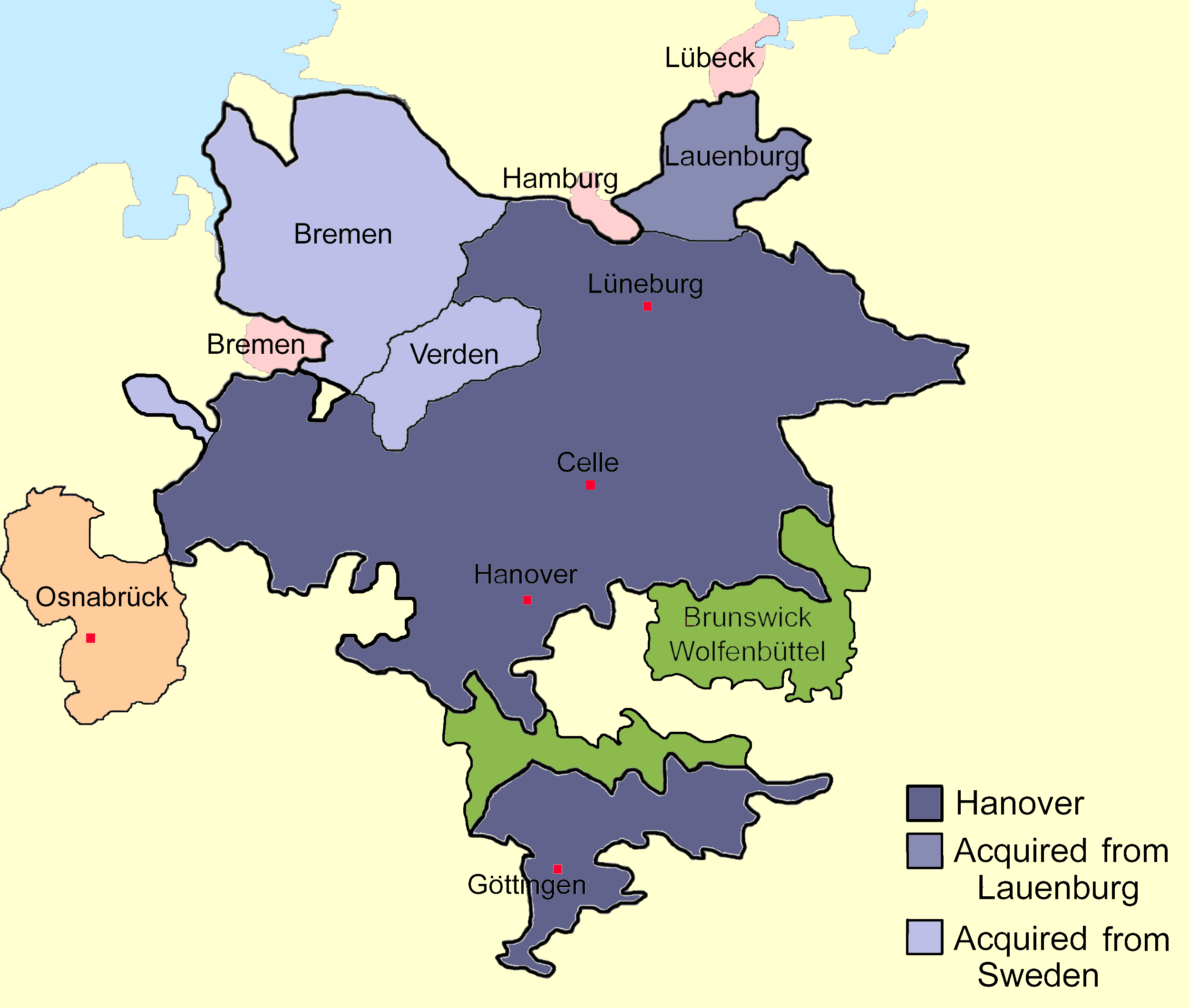
不倫斯克-呂訥堡公國 (神聖羅馬帝國), 1708–1803年

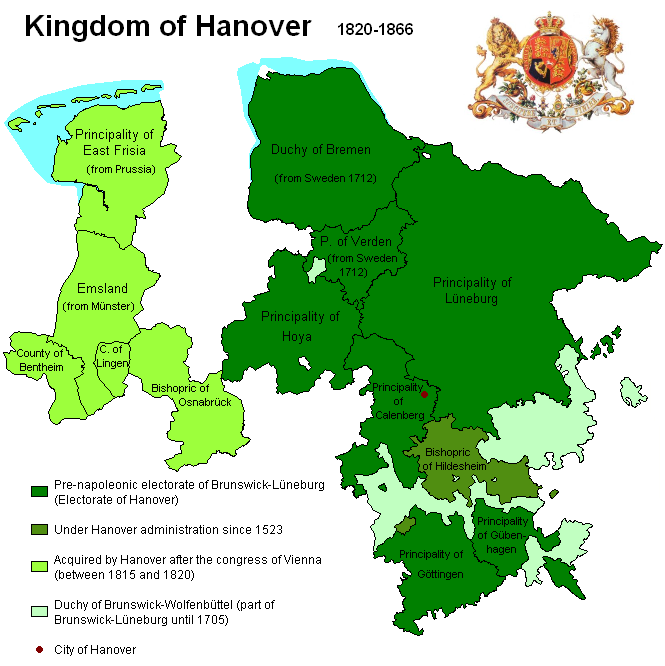
漢諾威王國 (德意志邦聯), 1814–1866年

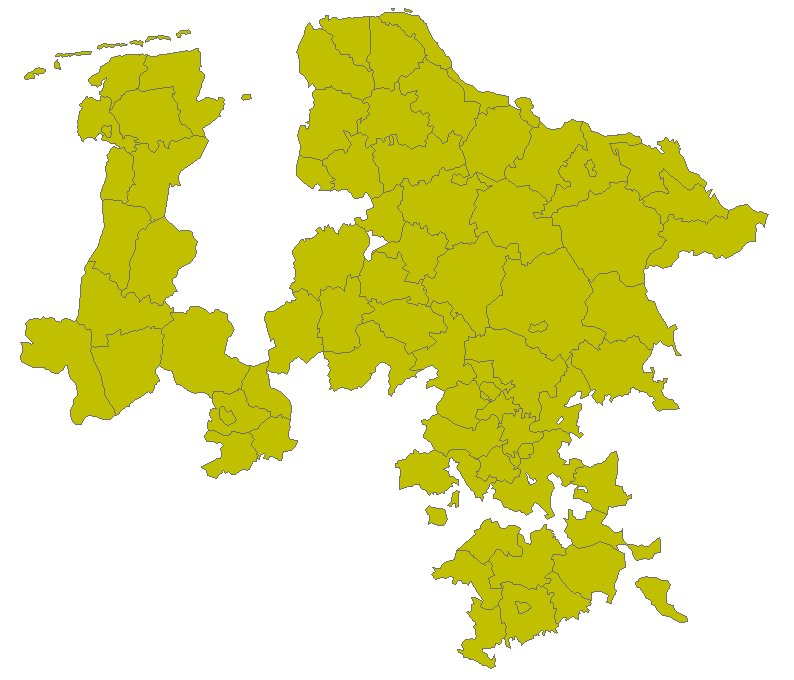
漢諾威省 (普魯士王國、普魯士自由邦), 1866–1946年

下薩克森州 (聯邦德國), 1946年至今

汉诺威（德語：Hannover）是德国的历史疆域。从1814年到1866年期间，它曾经是一个独立王国；在1866年到1946年期间，它曾经是一个普鲁士的一个省。该地区以它的首府汉诺威而得名。
1636年，不倫瑞克-呂訥堡公国卡伦贝格家系的首府迁移到了汉诺威城，从此这个家系也被称为汉诺威家系。1692年，公爵得到了选帝侯的追加头衔，从此也被称为“汉诺威选帝侯”。1714年，汉诺威王室的选帝侯正式成为英国国王（参见汉诺威王朝）。汉诺威公国也在德国继续扩张他的领地。1705年，他们继承了不倫斯克-呂訥堡家族的策勒家系的领地，以及从前瑞典的领地不来梅-费尔登。
1803年，选区被法国占领，并在实际上统治了十年。自1807年，汉诺威领地成为威斯特法伦王国的一部分。1813年，选区被归还；1814年10月，在维也纳会议上，汉诺威成为汉诺威王国。该会议是为了使乔治三世在德国事务上与新登基的符腾堡国王获得对等的影响力。1837年维多利亚女王继任英王，由于汉诺威实行薩利克繼承法使女性不能继承王位，该共主邦聯告终。汉诺威国王由恩斯特·奥古斯特一世继承。在1866年的普奥战争中，汉诺威被普鲁士兼并成为一个省；1939年，该省拥有38551平方公里面积以及350万人口。1946年，盟軍分區佔領德國，在駐萊茵河英軍的管理下，汉诺威成为了下萨克森州的主要组成部分。